# 아와즈역 (시가현)
아와즈역(일본어: 粟津駅)은 일본 시가현 오쓰시에 위치한 게이한 전기 철도 이시야마사카모토 선의 철도역이다. 역 번호는 OT 04이며, 상대식 승강장 2면 2선의 구조를 갖춘 지상역이다.

## 타는 곳
| (역사 측) | ■ 이시야마사카모토 선 | 하행 | 하마오쓰 · 사카모토 · 교토 · 오사카 방면 |
| (반대 측) | ■ 이시야마사카모토 선 | 상행 | 이시야마데라 방면                        |

## 이용 현황
- 2012년 기준 : 699명

## 역 주변
- 오쓰 시립 아와즈 중학교

## 인접 역
| 게이한 전기철도 ■ 이시야마사카모토 선  | 게이한 전기철도 ■ 이시야마사카모토 선 | 게이한 전기철도 ■ 이시야마사카모토 선 |
| -------------------------------------- | ------------------------------------- | ------------------------------------- |
| OT 03 게이한이시야마 이시야마데라 방면 | ■ 이시야마사카모토 선                 | 가와라가하마 OT 04 사카모토 방면      |